# Фридрих II (Саксония)
Вижте пояснителната страница за други личности с името Фридрих II.
Фридрих II „Кроткия“ (на немски: Friedrich II der Sanftmütige; * 22 август 1412, Лайпциг; † 7 септември 1464, Лайпциг) от род Ветини, е от 1428 до 1464 г. курфюрст на Курфюрство Саксония, маркграф на Майсен и ландграф на Тюрингия (1440 – 1445).

## Произход
Той е първият син на курфюрст Фридрих I (1370 – 1428) и на Катарина фон Брауншвайг-Люнебург (1395 – 1442) от род Велфи.

## Управление
През 1428 г. Фридрих II наследява баща си и управлява заедно с братята си Вилхелм III Смели, Хайнрих и Зигисмунд.

### Хуситски войни
До 1432 година Фридрих II защитава своите владения от опустошителните набези на хуситите. През 1431 година взема участие в кръстоносния поход против хуситите, приключил с поражение при Тауса. През 1433 г. Ветините сключват мир с хуситите.

### Наследство
Ловък и комбинативен, Фридрих навсякъде търси само лична изгода. След смъртта на бездетния ландграф на Тюрингия Фридрих Миролюбиви (1440), Фридрих и неговият брат, Вилхелм, получават в наследство и неговите земи. Това наследство послужва като повод за открита борба между братята. Вилхелм, чувствайки се обиден от подялбата на наследството при Алтенбургското деление, встъпва в тайни отношения с архиепископа на Магдебург. Военните действия започва Фридрих. Той напада в 1445 година Тюрингия и така започва Саксонската братска война, завършила през 1451 година с Наумбургски мир. Фридрих встъпва в съюз с Хабсбургите, а Вилхелм получава помощ от Бохемия, наемайки от нея 9000 войници.
Непосредствено след тази война става така нареченото „Саксонско отвличане на принцовете“ (Sächsischer Prinzenraub). Оскърбеният от Фридрих дворянин Кунц фон Кауфунген, съвместно с други дворяни, през 1455 г. отвлича от Алтенбургския замък двамата сина на Фридрих, Ернст и Албрехт, но те скоро са върнати.

## Брак и деца
На 3 юни 1431 г. той се жени в Лайпциг за Маргарета Австрийска (* 1416/1417, † 12 февруари 1486), дъщеря на херцог Ернст Железни от Австрия от Хабсбургите. Двамата имат осем деца:
- Амалия (* 4 април 1436, † 19 ноември 1501), ∞ 21 февруари 1452 за херцог Лудвиг IX от Бавария-Ландсхут (* 23 февруари 1417, † 18 януари 1479)
- Анна (* 7 март 1437, † 31 октомври 1512), ∞ 12 ноември 1458 за Алберт III Ахилес, курфюрст на Бранденбург от Хоенцолерните;
- Фредерик (* 28 август 1439, † 23 декември 1451);
- Ернст (* 24 март 1441, † 26 август 1486), херцог на Саксония-Витенберг, 8 курфюрст на Курфюрство Саксония, ландграф на Тюрингия, основател на Ернестинската линия; брак с Елизабет Баварска (1443 – 1484), дъщеря на херцог Албрехт III (Бавария) (1401 – 1460);
- Албрехт III „Храбрия“ (* 31 юли 1443, † 12 септември 1500), херцог на Саксония; той е основател на Албертинската линия на Дом Ветини. Брак със Зедена (Сидония Бохемска) (1449 – 1510), дъщеря на крал Георг от Подебради (1420 – 1510) от Хабсбургите;
- Маргарете (* 1444, † ок. 19 ноември 1498), абатеса в Зойслиц;
- Хедвиг (* 31 октомври 1445, † 13 юни 1511, абатеса в Кведлинбург (1458 – 1511);
- Александър (* 24 юни 1447, 14 септември 1447).